# 클로드 드뷔시
클로드 아실 드뷔시(프랑스어: Claude Achille Debussy, 1862년 8월 22일 ~ 1918년 3월 25일)는 프랑스 인상주의 음악의 대표적인 작곡가다. 드뷔시 본인은 인정하지 않았지만, 최초의 인상주의 작곡가이기도 하다. 19세기 말과 20세기 초 가장 영향력 있는 작곡가 중 한 명이다.
드뷔시는 문화적 배경이 거의 없는 소박한 가정에서 태어났지만, 음악적 재능을 인정받아 10세의 나이에 프랑스 최고의 음악 교육 기관인 파리 음악원에 입학하였다. 그는 원래 피아노를 전공하였으나, 보수적인 교수들의 반대에도 불구하고 혁신적인 작곡 활동에 더욱 몰두하게 되었다. 그의 성숙한 작곡 스타일은 오랜 시간에 걸쳐 발전하였으며, 1902년 드뷔시의 유일한 완성 오페라인 《펠레아스와 멜리장드》가 초연되면서 국제적인 명성을 얻게 되었다. 이외에도 드뷔시의 대표적인 관현악 작품으로는 《목신의 오후에의 전주곡》, 《녹턴(1897~1899)》, 《영상(1905~1912)》 등이 있다.
드뷔시의 음악은 바그너와 독일 음악 전통에 대한 반발에서 비롯된 측면이 크다. 그는 고전적인 교향곡 형식을 구식으로 간주하고, 대신 "교향적 스케치(symphonic sketches)"라고 부른 《바다(1903~1905)》에서 새로운 형태를 모색했다.
피아노 작품으로는 24개의 전주곡, 12개의 연습곡 등이 있으며, 본인이 직접 쓴 시를 포함한 다양한 시를 바탕으로 가곡(mélodies)을 작곡하기도 했다. 그는 특히 19세기 후반 상징주의(Symbolism) 시 운동의 영향을 강하게 받았다. 작품 중 일부는 합창을 중요한 요소로 포함하고 있는데, 초기작인 《선택받은 아가씨(La Damoiselle élue)》, 후기작 《성 세바스티앙의 순교(Le Martyre de saint Sébastien)》 등이 이에 해당한다. 말년에는 실내악에 집중하여, 여섯 개의 소나타를 계획했으나, 세 개만 완성하였다.
드뷔시는 러시아 및 동양 음악, 그리고 쇼팽의 작품에서 초기 영향을 받았으며, 이를 바탕으로 자신만의 독창적인 화성과 관현악 색채를 발전시켰다. 그러나 당대 음악계의 많은 인사들은 그의 스타일을 조롱하며 받아들이길 거부했다.
그럼에도 불구하고, 드뷔시의 음악은 이후 벨라 바르톡, 올리비에 메시앙 등 수많은 작곡가들에게 강한 영향을 미쳤으며, 재즈 피아니스트 겸 작곡가인 빌 에반스에게도 중요한 영향을 주었다.
55세의 나이에 파리 자택에서 암으로 세상을 떠났다. 작곡 경력은 30년을 조금 넘는 기간이었지만, 음악사에 남긴 영향은 깊고도 넓다.

## 생애

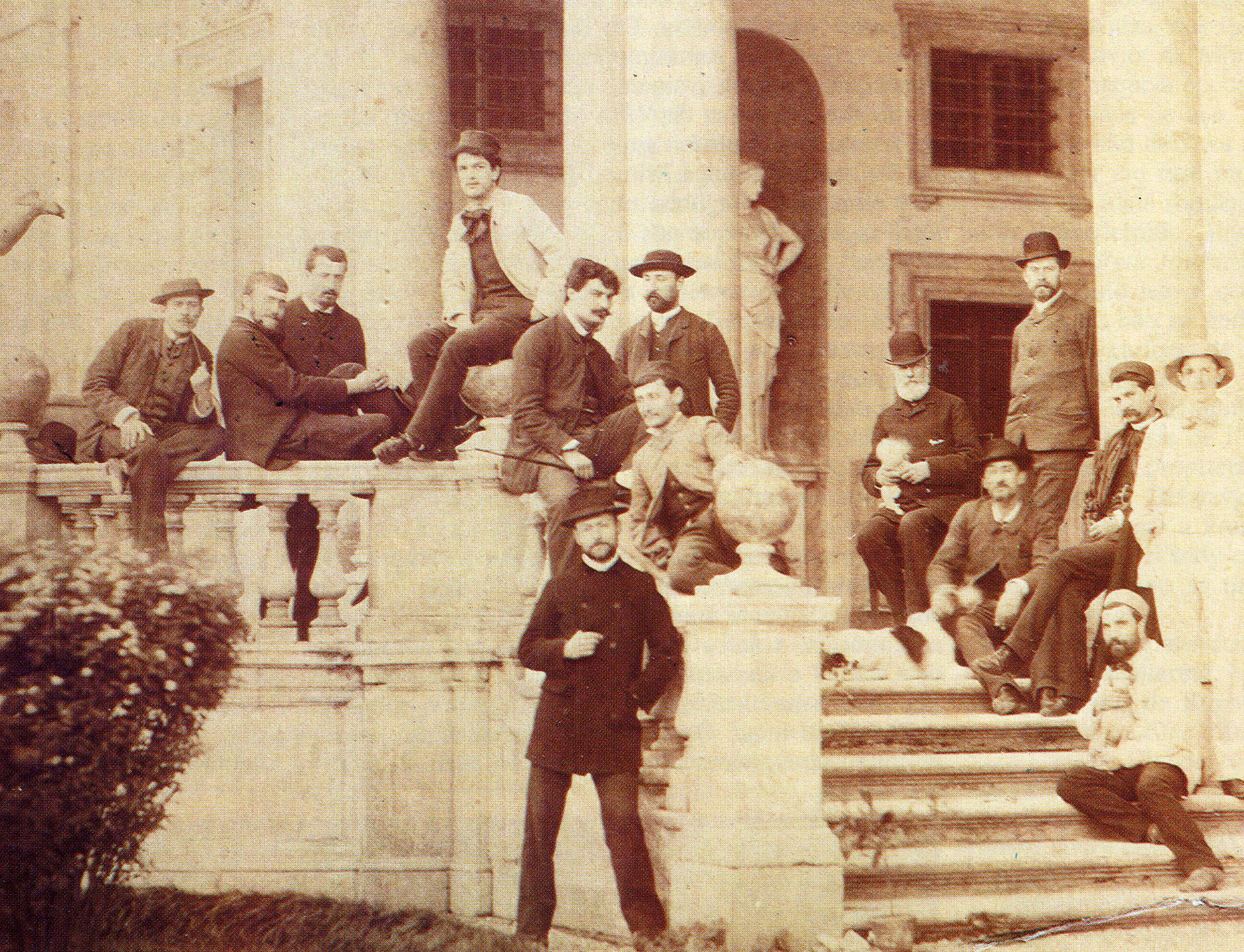
1885년 드뷔시가 로마에 있는 메디치 궁에서 찍은 사진으로 중앙에 흰 상의를 입고 있다.

클로드 드뷔시는 1862년 일드프랑스 이블린 주 생제르맹앙레에서 다섯 남매 중 첫째로 태어났다. 아버지는 도자기 가게 주인이었고, 어머니는 재봉사였다. 그는 7세 때 그보다 나이가 많은 체루티라는 이름의 이탈리아 아이와 함께 피아노를 배우기 시작했다. 드뷔시의 레슨비는 그의 아주머니(aunt)가 지불했었다. 1871년에 수줍고 겁많은 소년 드뷔시는 마리 모테 드 플레비유(Marie Mauté de Fleurville) 부인에게 주목받았다.
자신의 재능을 확실하게 보여준 덕분에, 1872년 11살의 나이로 드뷔시는 파리 음악원에 입학하였고, 1872년부터 1884년까지 세자르 프랑크, 에르네스트 기로(프랑스어: Ernest Guiraud)과 함께 공부하였다. 재학 중에 러시아 음악과 무소르그스키의 작품을 접한 것이 이후의 작품에 크게 영향을 주었다.
1883년, 칸타타 《전투사(Le Gladiateur)》로 로마 대상(Prix de Rome) 2등상을, 이듬해인 1884년, 역시 칸타타 형식의 《탕자(L' Enfant Prodigue)》로 1등상을 수상하였다. 수상 이후 1887년, 말라르메의 살롱에 출입하였다. 이때 상징파 시인 및 인상파 화가와의 접촉에 의해 차츰 인상주의 음악에의 의식이 깊어졌다. 말라르메의 시에 의한 《목신의 오후에의 전주곡》으로 그의 인상파풍의 작품 경향은 확정되었다. 오페라 《펠레아스와 멜리장드》에서는 반 바그너적 성격이 더욱 뚜렷해졌다.
1899년 10월 19일 로잘리 텍시에(Rosalie Texier)와 결혼했지만 1904년 엠마 바르닥(Emma Bardec)과 사랑에 빠져 아내를 버리고 엠마 바르닥과 결혼하였다. 이후 드뷔시와 엠마 바르닥 사이에서 딸 클로드-엠마(Claude-Emma)가 태어나게 된다. 드뷔시는 1908년 딸인 클로드-엠마에게 피아노 소품인 어린이 차지를 헌정한다.
제1차 세계대전 말인 1918년 3월 25일 오후 10시, 독일군의 폭격이 한창인 시기에 드뷔시는 파리에서 10년 동안 고통받아왔던 암으로 사망하였다. 그의 장례식은 3월 28일에 거행되었고 페르 라셰즈 묘지에 매장되었다가 후에 지금의 파리 묘지로 이장되었다.

## 작품

### 초기 작품, 1879–1892
드뷔시의 음악적 발전은 더뎠으며 학생으로서 그는 보수적인 교훈을 따르는 음악원 작품을 작곡할 만큼 능숙했다. 그의 초기 멜로디는 그의 후기 작품보다 성격이 더 기교적이며, 무언의 발성 이 광범위하다. Ariettes oubliees (1885–1887) 이후로 그는 보다 절제된 스타일을 개발했다. 드뷔시는 자신의 개인 스타일을 발전시켰다. 이 시기의 그의 음악 대부분은 베르가마스크 모음곡 같이 소규모다.

### 중기 작품, 1893–1905
드뷔시 시대 이후의 음악가들은 목신의 오후에의 전주곡(1894)을 그의 첫 관현악 걸작으로 여겼다. 드뷔시가 가장 잘 알려진 대부분의 주요 작품은 1890년대 중반에서 1900년대 중반 사이에 쓰여졌다. 현악 4중주 (1893), 펠리아스와 멜리장드 (1893-1902), 오케스트라를 위한 녹턴 (1899), 바다 (1903-1905)가 있다.
판화(1903)는 오음음계 구조에서 가믈란의 반향을 더하여 이국적인 장소에 대한 인상을 준다. 드뷔시는 베토벤 이후로 전통적인 교향곡 형식이 형식적이고 반복적이며 쓸모없게 되었다고 믿었다.   그 영향은 바다 (1905)에서 찾아볼 수 있습니다. 이것은 준 교향곡 형식을 사용하며, 세자르 프랑크 방식의 순환 주제를 가진 거대한 소나타 형식의 악장을 구성하는 세 부분이다.

### 후기 작품, 1906–1917
후기 오케스트라 작품 중에서 영상(1905-1912)이 유희 (1913)보다 더 잘 알려져 있다. 전자는 녹턴 과 바다에서 확립된 3부 형식을 따르지만, 영국과 프랑스의 전통적인 민요를 사용하고 중심 악장인 "Ibéria"를 바깥 악장보다 훨씬 길게 만들고 세 부분으로 세분한다는 점에서 차이가 있다. 모두 스페인 생활의 장면에서 영감을 받았다.
후기 피아노 작품 중에는 광범위한 주제를 묘사하는 짧은 작품인 전주곡 (1909~10, 1911~13) 두 권이 있다. 피아노를 위한 연습곡(1915)은 의견이 분분하다. 1914년 드뷔시는 다양한 악기를 위한 6개의 소나타로 구성된 계획된 세트 작업을 시작했다. 그의 치명적인 병으로 세트를 완성할 수 없었지만 첼로와 피아노(1915), 플루트, 비올라와 하프(1915), 바이올린과 피아노(1917 – 그의 마지막 완성 작품)는 모두 간결한 3악장 작품으로, 그의 다른 후기 작품들보다 본질적으로 온음계가 더 강하다.

### 장르별 목록

#### 오페라
- 펠레아스와 멜라장드(1893~1902)

#### 관현악곡
- 교향곡 나단조
- 교향 모음곡 '봄'(1887)
- 교향시 목신의 오후에의 전주곡 (1894)
- 야상곡(1897~9)
- 교향시 바다 (1903~5)
- 리어 왕(1904)
- 관현악을 위한 영상(1902~12, 1905~8, 1905~9)
- 관현악 조곡 1번

#### 발레
- 유희(1912~3)
- 장난감 상자(1913)

#### 협주곡
- 첼로와 관현악을 위한 간주곡(1882)
- 피아노와 관현악을 위한 환상곡(1889~90)
- 알토색소폰과 관현악을 위한 광시곡(1901~11)
- 클라리넷과 관현악을 위한 제1광시곡(1909~10)

#### 실내악
- 피아노 3중주 사장조(1879)
- 현악 4중주 사단조(1893)
- 시링크스(플루트 독주)(1913)
- 첼로소나타 라단조(1915)
- 플루트·비올라·하프를 위한 소나타 바장조(1915)
- 바이올린소나타 사단조(1916~7)

#### 피아노
- 작은 모음곡(1886~9)
- 2개의 아라베스크(1888, 91)
- 낭만적 왈츠(1890)
- 꿈(1890)
- 베르가마스크 모음곡(1890~1905)
- 피아노를 위하여 (1894~1901)
- 판화 (1903)
- 기쁨의 섬 (1904)
- 영상(전 2권) (1905, 1907)
- 어린이 차지(1906~8)
- 전주곡(전 2권) (1909~10):
- 흑과 백 (1915)
- 연습곡(1915)
- 비가(悲歌)(1915)

#### 가곡
- 5개의 보들레르 시(1887~9)
- 별의 밤(1880)
- 아름다운 저녁 (1880)
- 잊힌 노래 (1885~7)
- 3개의 말라르메 시 (1913)

#### 합창
- 칸타타 방탕한 아들 (1884)
- 선택받은 여자(1887~8)
- 세 개의 노래(무반주 합창, 1898/1908)

#### 저서
- 《안티 딜레탕트 크로슈 씨》(이세진 역, 포노, 2017). 한국어판. 《Monsieur Croche, Antidilettante》 전편과 《크로슈 씨 외 여러 글Monsieur Croche et Autres Écrits》 가운데 두 편을 뽑아 엮은 책.

## 음악 듣기

### 참고 문헌
- Jean Barraqué, Debussy (Solfèges), Éditions du Seuil, 1977. ISBN 2-02-000242-6
- Roy Howat, Debussy in Proportion: A musical analysis, Cambridge University Press, 1983. ISBN 0-521-31145-4
- Rudolph Reti, Tonality, Atonality, Pantonality: A study of some trends in twentieth century music. Westport, Connecticut: Greenwood Press, 1958. ISBN 0-313-20478-0.
- 20세기 작곡가 연구회, 20세기 작곡가 연구I, 음악세계, 2003

## 도서
- Jane Fulcher (Editor), Debussy and His World (The Bard Music Festival), Princeton University Press, 2001. ISBN 0-691-09042-4
- Simon Trezise (Editor), The Cambridge Companion to Debussy, Cambridge University Press, 2003. ISBN 0-521-65478-5